# Пушкарский, Иван Яковлевич
Иван Яковлевич Пушкарский (1857 — ?) — депутат Государственной думы Российской империи I созыва от Воронежской губернии, крестьянин.

## Биография

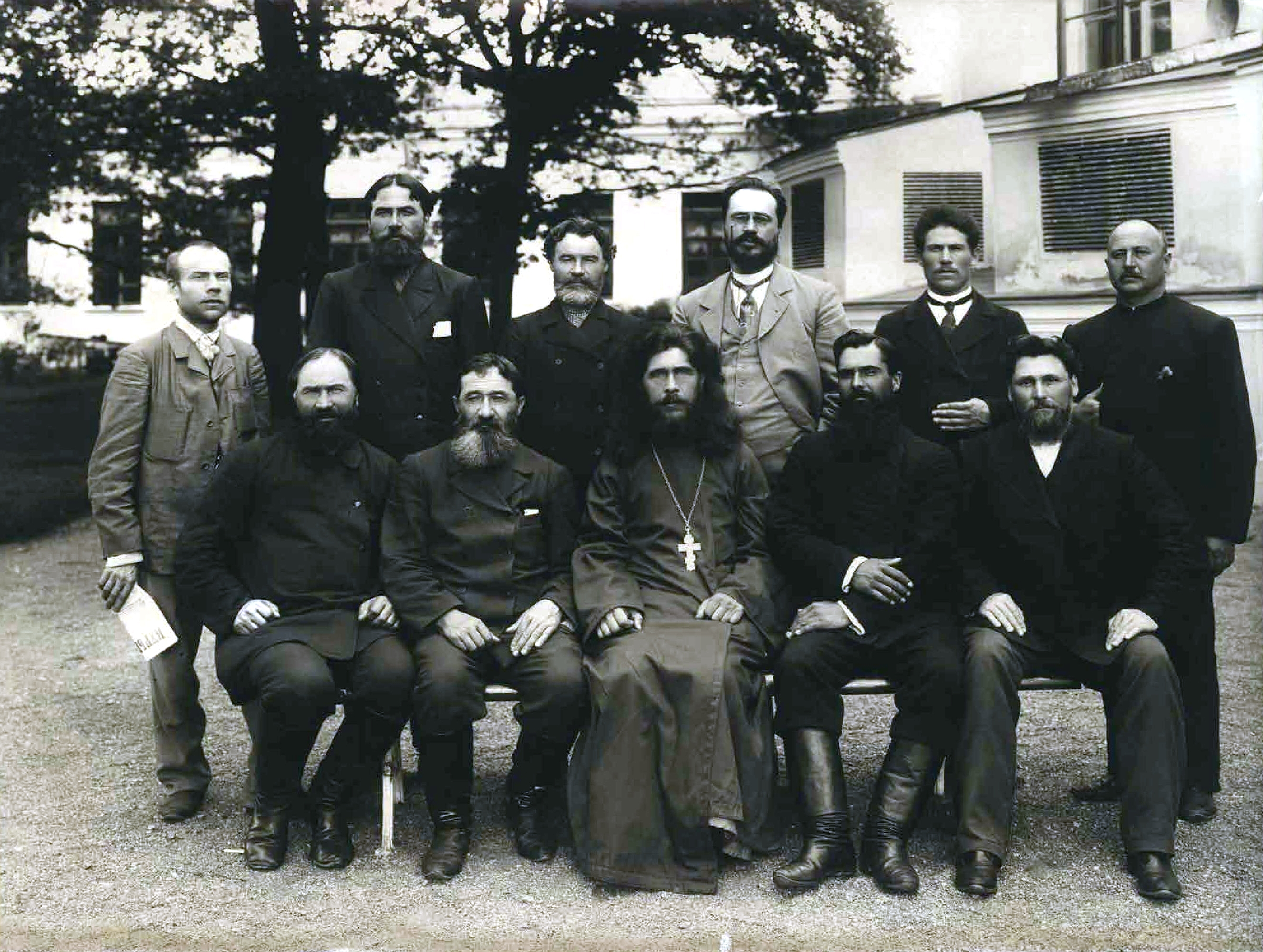
Члены Государственной Думы I созыва от Воронежской губернии. Стоят: Д.Я. Медведев, И.Я. Пушкарский, Е.И. Крамаренко, А.Г. Хрущов, М.М. Торшин, Ф.М. Зиновьев; сидят: Н.Д. Савельев, Ф.А. Кругликов, А.В. Поярков, П.С. Борисов, Я.А. Осадчий

Из бывших государственных крестьян. Родился в 1857 году в Иловской волости Бирюченского уезда. Обучался в сельском училище, но курса так и не окончил. Читать и писать научился дома. На момент избрания в Государственную думу И. Я. Пушкарский занимался хлебопашеством, проживал в слободе Ильинка Бирюченского уезда. Имел земельный надел 2 десятины на душу. Был сборщиком податей и уполномоченным от крестьян Иловской волости по разным общественным делам. С 1898 года И. Я. Пушкарский в продолжение восьми лет был волостным старшиной. Награждён медалью за усердную службу. Выборщик от Иловской волости. Беспартийный. Однако в издании Санкт-Петербургского комитета Трудовой Группы Пушкарский отнесён к партии кадетов, в других изданиях того времени сказано, что лишь "сочувствует партии народной свободы". В то же время, в сообщении губернатора Воронежской губернии охарактеризован как сторонник левых партий. 
Дата смерти неизвестна.